# M’Balia Camara
M’Balia Camara (ur. 1929 w Posséah w prefekturze Dubréki, zm. 18 lutego 1955) – bojowniczka o niepodległość Gwinei. Na jej cześć 9 lutego w Gwinei jest obchodzony jako Dzień Kobiet Gwinei.

## Życiorys
Pochodziła z chłopskiej rodziny. W młodości zapisała się do Demokratycznej Partii Gwinei (DPG), a potem, wraz z mężem Thierno, do Afrykańskiego Demokratycznego Zgromadzenia (Rassemblement Démocratique Africain, RDA). Została przewodniczącą sekcji kobiecej DPG. Następnie małżeństwo mieszkało w Tondon, gdzie Thierno kierował podsekcją, a M’Balia nadzorowała pracę Komitetu Kobiet. Miała opinię świetnej animatorki demonstracji. Była ceniona.
W 1954, w odpowiedzi na sfałszowanie wyborów przez Demokratyczną Partię Gwinei Ahmeda Sékou Touré, mieszkańcy Tondon należący do RDA utworzyli władzę analogiczną do systemu kantonów. W ramach represji administracja kolonialna aresztowała Thierno Camarę i 8 bojowników RDA oskarżonych o defraudację podatków. W dniu 8 lutego 1955 przewodniczący kantonu Tondon, David Sylla, przeciwny działaniom RDA, przybył do wioski Bembaya, by zebrać podatki. Osobom, którzy już wysłały pieniądze do administracji kantonu, Sylla groził. Ludność w odwecie pozbawiła go insygniów władzy kolonialnej. Zaprowadzono go do domu Thierno Camary. Następnego dnia upokorzony urzędnik powrócił z dużym uzbrojonym oddziałem policji kolonialnej. Społeczność wioski Bembaya rzucała kamieniami w żołnierzy, a ci odpowiedzieli im gazem łzawiącym. Sylla strzelił do tłumu. Rannych zostało 37 osób. Następnie Sylla udał się do domu Thierno Camary. Zastał tam M'Balię, która była w zaawansowanej ciąży. Sylla cięciem szabli otworzył jej brzuch. W szpitalu w Konakry 11 lutego Camara poroniła. Zmarła tydzień później. Miała 26 lat.
Jej śmierć poruszyła społeczeństwo Gwinei. Na pogrzebie zjawiło się ponad 10 000 osób, a nie 1500, na które pozwoliła policja. Jej trumnę niósł sam prezydent Gwinei Ahmed Sékou Touré. Została pochowana w mauzoleum na wielkim dziedzińcu meczetu Fayçal.
Pisano piosenki o jej poświęceniu. Była uważana za wzór dla Gwinejek w walce z kolonializmem. Dzień ataku na nią, 9 lutego, został w Gwinei ogłoszony Dniem Kobiet Gwinei. Jej imię nosi rynek w Konakry.